# Luc Nijholt
Luc Nijholt (* 29. Juli 1961 in Zaandam) ist ein ehemaliger niederländischer Fußballspieler, der zurzeit Co-Trainer bei Shandong Luneng Taishan ist. Sein Sohn Gianluca Nijholt spielt bei NAC Breda.

## Karriere

### Als Spieler
Nijholt begann seine Karriere in den frühen 1980er Jahren bei HFC Haarlem. Er verbrachte sechs Jahre bei Haarlem, bis er innerhalb von zwei Jahren erst nach AZ Alkmaar und danach zum FC Utrecht wechselte. Zwischen 1989 und 1990 spielte er in der Schweiz bei den BSC Old Boys Basel. Dann wechselte Nijholt zum schottischen Klub FC Motherwell. Nach drei Jahren schloss er sich dann für 175.000 Pfund zum englischen Verein Swindon Town 1995 wechselte für wieder zurück in seine Heimat zum Verein FC Volendam, bis er 1998 seine Karriere beendete.

### Als Trainer
Seine erste Trainerstation hatte er bei Stormvogels Telstar, obwohl auch seine alten Vereine FC Motherwell und Swindon Town an einer Verpflichtung Interesse zeigten. Er betreute die Mannschaft von 2005 bis 2008. Zur Saison 2008/09 wurde er dann als Co-Trainer beim FC Red Bull Salzburg eingestellt, den er jedoch nach nur einem Jahr wieder verließ. Im Jahr 2010 coachte er zusammen mit Co Adriaanse die katarische Fußballnationalmannschaft. Seit 2012 ist er Co-Trainer des chinesischen Vereins Shandong Luneng Taishan.